# Joseph Guyomard
Pour les articles homonymes, voir Guyomard.
Joseph Guyomard, né le 8 avril 1893 à Guénin et mort le 10 octobre 1955 dans la même commune, est un agriculteur et homme politique français.

## Biographie
Agriculteur de profession et maire de Guénin à partir de 1919, succédant à son père, Joseph Guyomard se présente avec succès aux élections constituantes du 2 juin 1946 dans le Morbihan, où il figure en troisième position sur la liste MRP conduite par Paul Ihuel, puis est réélu lors des législatives du 10 novembre.
À la chambre basse, il est membre des commissions de la défense nationale et de l'intérieur et est constamment reconduit dans ces dernières fonctions jusqu'à la fin de la législature. Il est également nommé juré à la Haute cour de justice.
Son attention se porte sur les problèmes agricoles. Le 14 novembre 1950, il dépose une proposition de loi tendant à autoriser, jusqu'au 1er août 1951, les producteurs de cidre à distiller sans limitation de quantité, les cidres et lies moyennant le paiement d'une taxe à l'hectare.
Il prend part à la discussion de plusieurs projets de loi concernant l'agriculture, émettant notamment des observations sur les difficultés d'écoulement des récoltes de pommes de terre et de pommes. Il intervient dans la discussion des interpellations sur la politique agricole du gouvernement. Il participe encore à la discussion du projet de loi instituant une aide financière aux victimes des calamités agricoles.
Au cours de la législature, il vote la confiance au cabinet Blum le 17 décembre 1946. Il la vote aussi, le 4 mai 1947, au cabinet Ramadier, vote qui entraîne le départ des ministres communistes.
Il vote également pour le statut de l'Algérie le 27 août 1947 et en faveur du Conseil de l'Europe le 9 juillet 1949. Il ne se représente pas aux élections législatives du 17 juin 1951 et échoue aux élections au Conseil de la République en 1952. 
Il est conseiller général du canton de Baud de 1951 à 1955 et premier édile jusqu'à son décès.

## Détail des fonctions et des mandats
Mandats parlementaires
- 11 juin 1946 - 27 novembre 1946 : député à la deuxième Assemblée constituante
- 28 novembre 1946 - 4 juillet 1951 : député du Morbihan

Mandats locaux
- 10 décembre 1919 - 10 octobre 1955 : maire de Guénin
- 7 octobre 1951 - 10 octobre 1955 : conseiller général du canton de Baud

## Décorations
- Chevalier de la Légion d'honneur
- Croix de guerre 1914-1918